# انفصال قانوني
الانفصال القانوني (أحيانًا الانفصال القضائي، أو النفقة المنفصلة، أو طلاق أ مينسا إي ثورو (باللاتينية)، أو الطلاق من السرير والمبيت) هو عملية قانونية يمكن بموجبها للزوجَين جعل انفصالهما رسميًا بشكلٍ فعليٍ مع البقاء متزوجَين قانونيًا.
يُمنح الانفصال القانوني في شكل أمرٍ من المحكمة في حالات وجود الأطفال، غالبًا ما يُجري أمر الانفصال القانوني من المحكمة ترتيبات حضانة الأطفال، محددًا إما الحضانة المنفردة أو المشتركة، فضلاً عن إعالة الطفل يحصل بعض الأزواج على انفصالٍ قانونيٍ كبديلٍ عن الطلاق، بناءً على اعتراضاتٍ أخلاقيةٍ أو دينيةٍ على الطلاق.
لا يؤدي الانفصال القانوني تلقائيًا إلى الطلاق، فقد يتصالح الزوجان، وفي هذه الحالة لا يتعين عليهما فعل أي شيءٍ من أجل مواصلة زواجهما. أما إذا لم يتصالح الزوجان، وكانا يرغبان في المضي في إجراءات الطلاق، فيجب عليهما تقديم طلب الطلاق بشكلٍ صريحٍ.

## انفصال «أ مينسا إي ثورو»
«أ مينسا إي ثورو» هي عبارةٌ لاتينيةٌ قانونيةٌ تعني «من المائدة والسرير»، وغالبًا ما تُترجم إلى «من السرير والمبيت». يُقَرّ انفصال «أ مينسا إي ثورو» بشكلٍ أساسيٍ بأمرٍ من المحكمة، وهذا يعني أنه يمكن للزوجَين قانونيًا أن يعيشا منفصلَين، ولكنهما ما يزالان متزوجَين بشكلٍ قانونيٍ تبقى شرعية أي طفلٍ يُولد للزوجين مستقبلًا سليمةً، ولا يجوز للزوجين الزواج من جديد من الناحية القانونية يسمح هذا النوع من الانفصال للزوجين بالحياة منفصلَين دون مخاوف حول استدعائهما إلى المحكمة بتهمة «الهجر» (في بعض الولايات القضائية، يكون «الهجر» الذي يمكن إثباته أساسًا قانونيًا للطلاق.)
هناك العديد من الأسباب التي تدفع الزوجين لطلب انفصال «أ مينسا إي ثورو» في بعض الولايات القضائية، بما في ذلك بعض الدول، قد يكون من الصعب الحصول على طلاقٍ كاملٍ ونهائيٍ، ولكن إذا كان الزوجان منفصلين بالفعل «من السرير والمبيت» لفترةٍ زمنيةٍ طويلةٍ (ثلاث سنواتٍ على سبيل المثال)، فقد تقرر المحكمة منحهما طلاقًا كاملًا ونهائيًا، وعندما يصعب تحقيق متطلبات إثبات أهلية الطلاق، يضمن حكم «أ مينسا إي ثورو»، في معظم الولايات القضائية، للزوجَين فتحةً في جدول المحكمة متى تقدما بطلب للحصول على الطلاق الكامل، من خلال إظهار أنّ كليهما كانا جادين بشأن انفصالهما.
في بعض الأحيان، يُستخدم انفصال «أ مينسا إي ثورو» عندما يُتَهم أحد الشريكين بارتكاب إساءةٍ عاطفيةٍ أو لفظيةٍ أو جسديةٍ، فيبقى الزواج موجودًا أثناء انفصال الزوجين جسديًا. قد يمنح هذا الفصل الجسدي الزوجَين فرصةً لحل المشكلات في علاقتهما أثناء الإقامة في مساكن منفصلةٍ مُصدق عليها قانونيًا. قد يطلب الأزواج أيضًا انفصال «أ مينسا إي ثورو» بهدف حماية أنفسهم من اتهامات الفرار أو الهجر- كما في الحالات التي يكون فيها على أحدهما أن يغادر الآخر لفترةٍ زمنيةٍ طويلةٍ.

## في بلدان محددة

### كندا
في كندا، غالبًا ما يُستخدم مصطلحا «الانفصال القانوني» أو «الانفصال القضائي» بشكلٍ غير رسميٍ لوصف حالةٍ من الانفصال الفعلي، التي يضفي فيها الزوجان طابعًا رسميًا على اتفاقياتٍ معينةٍ أو يبرمان عقدًا ما، ولكن يختلف هذا الموقف عن الوضع القانوني المحدد للانفصال القانوني/القضائي، والذي لا يوجد إلا في بعض الولايات القضائية. ويتطلب تقديم طلباتٍ إلى المحكمة على سبيل المثال، لا يوجد في كندا شيءٌ يدعى انفصالًا قانونيًا، ولكن اكتسب مصطلح «الانفصال القانوني» استخدامًا واسع النطاق لوصف العقد المبرم بين الزوجين عند انفصالهما.
يُشار إلى العقد على أنه اتفاق انفصالٍ وهو اتفاقٌ مكتوبٌ مُلزِم قانونيًا وموقّعًا بشكلٍ طوعيٍ من قِبل الزوجَين المنفصلين (سواء المتزوجَين قانونيًا أو عرفيًا)في أونتاريو، يكون اتفاق الانفصال غير قابلٍ للتنفيذ ما لم يتم كتابيًا، ويوقّع عليه الأطراف والشهود. عادةً ما تحلّ هذه الاتفاقية المكتوبة جميع القضايا الناشئة عن الانفصال، بما في ذلك الحضانة والوصول، وإعالة الأطفال، والإعالة الزوجية، وتقسيم الممتلكات، أما القضية الوحيدة التي لا يمكن لاتفاق الانفصال حلها فهي الطلاق الفعلي نفسه.

### إيرلندا
قبل تقديم قانون الانفصال القضائي وإصلاح قانون الأسرة لعام 1989م، كانت الوسيلة الوحيدة المتاحة للانفصال القضائي في جمهورية إيرلندا هي السعي للحصول على حكمٍ بالطلاق أ مينسا إي ثورو، ولم يكن من الممكن الحصول على ذلك إلا بحجة الخيانة، أو القسوة، أو «الممارسات غير الطبيعية» (وهي مفهومٌ لم يحدده المجلس التشريعي أو المحاكم). أصبح الكساد القضائي بعد عام 1989م ممكنًا بناءً على أحد الأسس الستة، والتي تُبرهَن بناءً على توازن الاحتمالات:
- ارتكب المدعى عليه الخيانة.
- تصرّف المدعى عليه بطريقةٍ لا يمكن أن يُتوقَع –بشكلٍ منطقيٍ- من مقدم الطلب التعايش معها (القسوة النفسية أو البدنية).
- هجر المدعى عليه مقدم الطلب لفترةٍ متواصلةٍ لا تقل عن سنةٍ واحدةٍ تسبق مباشرةً تاريخ تقديم الطلب.
- عاش كلا الطرفين منفصلين لمدةٍ متواصلةٍ لا تقل عن سنةٍ واحدةٍ تسبق مباشرةً تاريخ تقديم الطلب، ويوافق المدعى عليه على القرار.
- عاش كلا الطرفين منفصلين لمدة ثلاث سنواتٍ متواصلةٍ على الأقل مباشرةً قبل تاريخ تقديم الطلب.
- انهار الزواج إلى الحد الذي تكون فيه المحكمة راضية بجميع الظروف التي تشير إلى عدم حصول علاقةٍ زوجيةٍ طبيعيةٍ بين الزوجين لمدة سنةٍ واحدةٍ على الأقل تسبق مباشرةً تاريخ تقديم الطلب.[6]
- من بين الأسس الستة، تشكل الأخيرة أساس الغالبية العظمى من قرارات الانفصال القضائي«العلاقة الزوجية الطبيعية» غير محددةٍ، ويجب أن تكون المحكمة مقتنعةً فقط بوجود فقدان «عنصر أساسي في الزواج».

### الولايات المتحدة الأمريكية
في الولايات المتحدة الأمريكية، قد يتناول الانفصال القانوني تقسيم الأصول، وتقسيم الديون، وحضانة الطفل، وإعالة الطفل، والنفقة الزوجية لا تعتبر اتفاقية النفقة المنفصلة انفصالًا قانونيًا، وبالتالي لا يُسمح لها عادةً بتناول مواضيع حضانة الطفل وإعالته. غالبًا ما يُخلَط بين اتفاقية النفقة المنفصلة والانفصال القانوني الذي يجب أن يُقدَم إلى المحكمة. اتفاقيات النفقة المنفصلة هي عقودٌ بين الزوجين ولا تشمل موافقةً من المحكمة، وهي تشبه اتفاقيات قبل الزواج.
بموجب قانون بعض الولايات، يمكن أن يحدث الانفصال بموجب مرسومٍ قضائيٍ، أو بموجب اتفاقٍ مُعترف عليه (عند كاتب العدل) بين الطرفين. في بعض الولايات، يجب أن يكون هناك حجةٌ أو سببٌ لاتخاذ قرارٍ قضائيٍ بالانفصال، مثل «المعاملة القاسية واللاإنسانية ..الهجر ..الإهمال أو رفض الدعم ..الخيانة من قبل المدعى عليه، [أو] حبس المدعى عليه في السجن ....» المصالحة في هذه الحالة مسموحٌ بها. لذلك، فالانفصال قابلٌ للإلغاء؛ وقد تتطلب قوانين الولايات «تقديم الطلب المشترك من قبل الطرفَين، مصحوبًا بدليلٍ مُقنعٍ على مصالحتهما ..من قبل المحكمة التي أصدرته، مع مراعاة اللوائح والقيود التي تعتقد المحكمة أنه من المناسب فرضها.»

### الفليبين
في الفلبين، لا يجوز القيام بالانفصال القانوني إلا من خلال مرسومٍ قضائيٍ ساري المفعول، بالإضافة إلى ذلك، لا يجوز محاكمة إجراءات الانفصال القانوني «قبل انقضاء ستة أشهرٍ على تقديم الدعوى.» خلال فترة «التهدئة» هذه التي تبلغ مدتها ستة أشهرٍ، يُشجَع الزوجان على إيجاد المسامحة.
بموجب القانون المدني، كان هناك سببان فقط للانفصال القانوني: الخيانة من قبل الزوجة، والمعاشرة خارج الزواج من قِبل الزوج على النحو المحدد في قانون العقوبات؛ أو محاولة أحد الزوجين تهديد حياة الآخر. وقد عُدّلت هذه الأسس لاحقًا.